# Le grandi storie della fantascienza 17
Le grandi storie della fantascienza 17 (titolo originale Isaac Asimov Presents the Great SF Stories 17 (1955)) è un'antologia di racconti di fantascienza raccolti e commentati da Isaac Asimov e Martin H. Greenberg. Fa parte della serie Le grandi storie della fantascienza e comprende racconti pubblicati nel 1955.
È stata pubblicata nel 1988 e tradotta in italiano lo stesso anno.

## Racconti
- Il tunnel sotto il mondo (The Tunnel Under the World), di Frederik Pohl
- Il prim'attore (The Darfsteller), di Walter Miller
- La caverna della notte (The Cave of Night), di James E. Gunn
- Nonno (Grandpa), di James H. Schmitz
- Chi? (Who?), di Theodore Sturgeon
- I Bassi (The Short Ones), di Raymond E. Banks
- Mercato prigioniero (Captive Market), di Philip K. Dick
- Marchiodonte (Allamagoosa), di Eric Frank Russell
- L'americano evanescente (The Vanishing American), di Charles Beaumont
- Il gioco del topo e del drago (The Game of Rat and Dragon), di Cordwainer Smith
- La stella (The Star), di Arthur C. Clarke
- Nessuno infastidisce Gus (Nobody Bothers Gus), di Algis Budrys
- Delenda est (Delenda Est), di Poul Anderson
- Sognare è una faccenda privata (Dreaming Is a Private Thing), di Isaac Asimov

## Edizioni
- Isaac Asimov Presents The Great SF Stories 17 (1955), DAW Books, 1988.
- Le grandi storie della fantascienza 17 (1955), traduzione di Giampaolo Cossato e Sandro Sandrelli, Armenia Editore, 1988, ISBN 88-344-0332-0.
- Le grandi storie della fantascienza 17, traduzione di Giampaolo Cossato e Sandro Sandrelli, Bompiani, 1999, ISBN 88-452-3982-9.